# Central hidroeléctrica Alfalfal
La central hidroeléctrica Alfalfal es una central hidroeléctrica de pasada que aprovecha la energía del río Colorado (Maipo) y de río Olivares de la cuenca del río Maipo en la Región Metropolitana de Santiago para generar energía eléctrica. Entró en operaciones en junio de 1991 con una potencia de 178 MW. Está ubicada a unos 50 km al este de la ciudad de Santiago.

La central de pasada obtiene su caudal desde bocatomas en los ríos Olivares y Colorado. El caudal es devuelto al río Colorado.

Aguas abajo de la central se encuentra la central hidroeléctrica Maitenes.

Diagrama unifilar de las centrales hidroeléctricas en el río Maipo.